# Luis María Moreno y Godoy
Luis María Moreno y Godoy (Badajoz, 1787-Mérida, 1856) fue un militar y político español. Ostentó el título de ii conde de Fuente Blanca.

## Biografía
Segundo conde de Fuente Blanca, era hijo de Manuel José Cándido Moreno Cidoncha y de María Ramona de las Mercedes Godoy. Nació en Badajoz en 1787 y a los cinco años era guardia de corps de la compañía española y a los once paje de Carlos IV. Sucesivamente fue capitán del regimiento de infantería de Soria, teniente coronel y coronel del Real Cuerpo de Ingenieros.
Estuvo en Francia y Alemania como comandante de zapadores y ayudante de campo del general en jefe de la división española, el marqués de la Romana. Por este, y en comisión del servicio, partió a Madrid con pliegos para el rey, cuando le sorprendieron en la corte los sucesos de Aranjuez del 19 de marzo de 1808, en los que cayó Godoy, arrastrando este a toda su familia. Entonces Moreno Godoy huyó al extranjero, estableciéndose en París y volviendo a España cuando el ejército francés se había apoderado del país.
Bajo el reinado de José I Bonaparte se le otorgó el empleo de coronel, además de concedérsele la orden real de España. Por sus antecedentes afrancesados vivió en Francia emigrado desde 1813, y no regresó a España hasta 1838, habiéndose casado en París con Micaela Baylen y González, con quien tuvo varios hijos: el primogénito Félix Luis fue caballerizo de campo de la corte de España y José académico correspondiente de la Real de la Historia. Falleció en Mérida el 16 de septiembre de 1856, a la edad de sesenta y nueve años.